# Linköping Arena
Linköping Arena is een voetbalstadion in het Zweedse Linköping. Het stadion werd gebouwd in de aanloop naar het EK voor vrouwen in 2013. Volgens de plannen zal het na het EK nog verder worden uitgebouwd en dan dienst gaan doen als thuishaven voor Linköpings FC, dat uitkomt in de Damallsvenskan. Tevens speelt de hoofdmacht van FC Linköping City, dat uitkomt in de Division 1, in het stadion. 